# Lifecell

«lifecell» («Лайфсел» до 2016 року: «life:)») — телекомунікаційна компанія, яка з 2024 року знаходиться у повній власності французького мільярдера Ксав’є Ніеля та є третім за величиною оператором мобільного зв'язку, який надає послуги в Україні.
Надає послуги у стандартах GSM, UMTS, LTE Advanced та LTE Advanced Pro,  EPON
Мережа 2G охоплює територію, на якій проживає понад 98 % населення України. У 150 містах України працюють більше 300 ексклюзивних магазинів lifecell. Оператор надає послуги роумінгу в мережах 468 партнерів у 196 країнах світу. Кількість активних абонентів на кінець 2020 становить 8,1 млн.
До lifecell належать 3 мережеві коди: 63, 73 та 93.
Повна назва ― Товариство з обмеженою відповідальністю «лайфселл». До лютого 2016 ― ТОВ «Астеліт». Головний офіс компанії знаходиться у Києві, в бізнес-центрі «Eleven».
19 травня 2015 року lifecell (тодішній life:)) запустив зв'язок 3G+ у Львові, з чого і почав розвиток власної мережі зв'язку третього покоління.
30 березня 2018 року компанія першою запустила швидкісний зв'язок 4G (LTE) у найбільшій кількості обласних центрів України.

## Історія

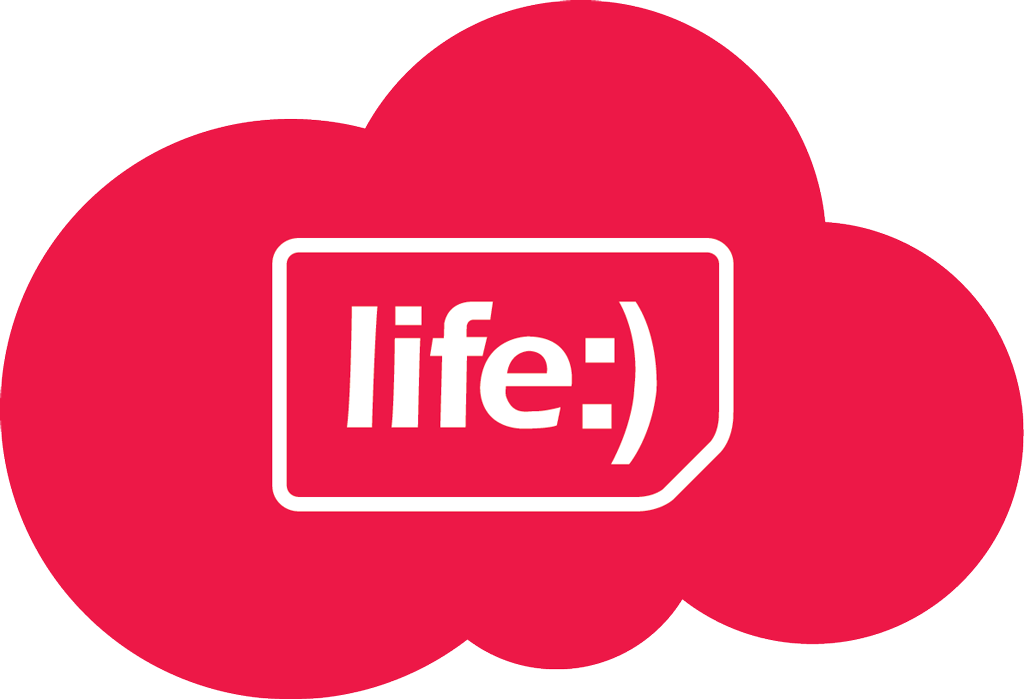
Логотип life:) (24 січня 2005—31 січня 2016)

### Початок оператора
В 1995 році був створений мобільний оператор на Донеччині "DCC", оператор був першим хто надавав зв'язок в стандарті TDMA, за 3 роки роботи оператора приєдналося 25 тисяч абонентів.
В 2000-х роках акціонери DCC Turkcell та ПрАТ "Систем кепітал менеджмент" (скорочено СКМ) розпочали розвивати GSM оператора lifecell.
В 2005 році було здійснено перший дзвінок в мережі lifecell та в 2006 році відбувалося об'єднання донецького оператора DCC в мережу lifecell.
У березні 2005 року lifecell першим з великої трійки запустив технологію EDGE та в тому ж році запустив послугу Ringback tone
В 2007 році оператор розпочав тестування технології 3G у своїй мережі

### 2006
- Залучено довгострокові інвестиції в розмірі $540 млн, що стало найбільшою інвестицією, яка коли-небудь була зроблена в приватну компанію[12].
- У травні life:) вперше на ринку представив інноваційну технологію передачі даних EDGE + / GPRS +[12].
- У серпні life:) першим серед українських операторів запустив тариф з нулем у мережі «Вільний life:)»[13].

### 2007

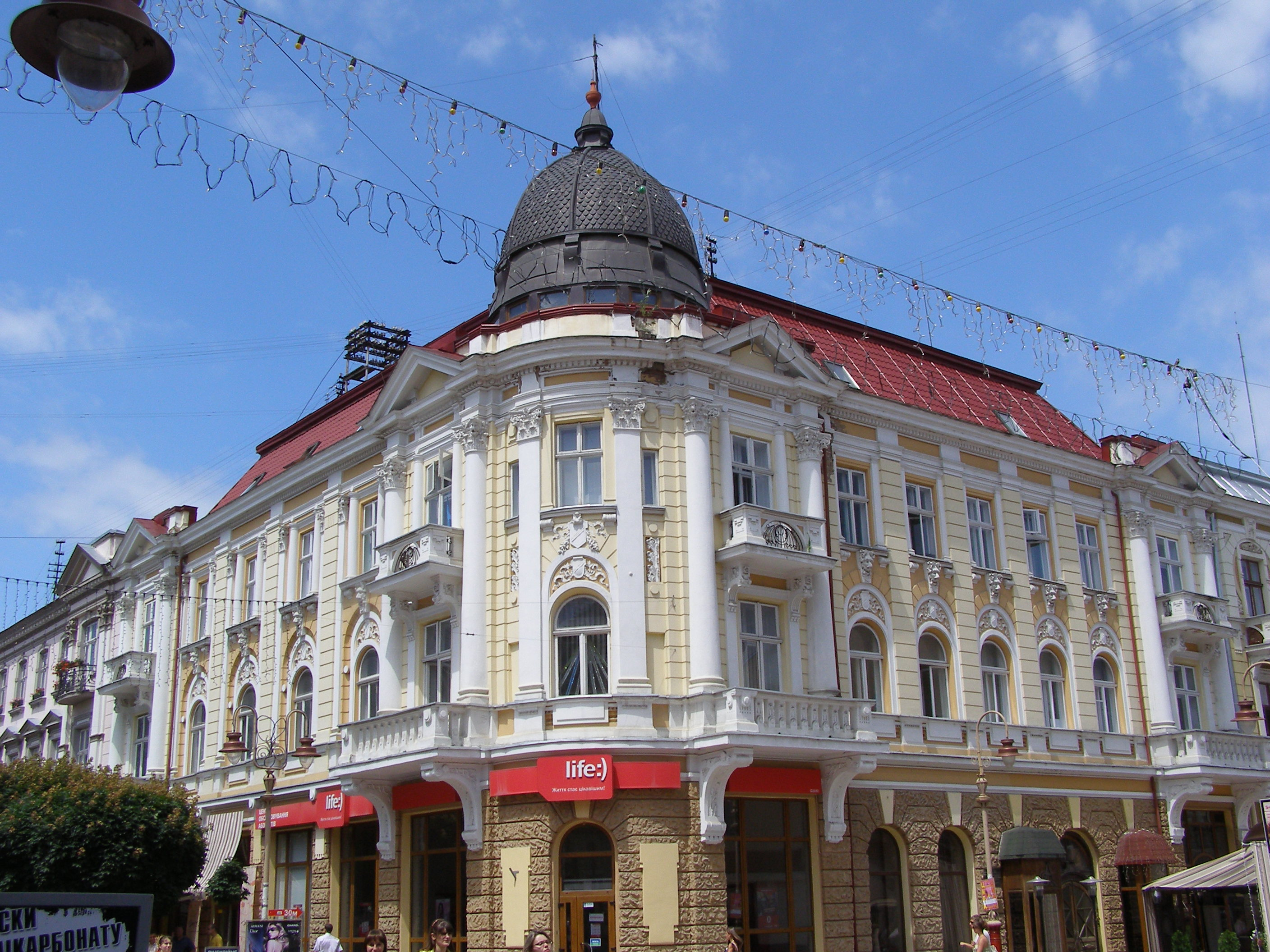
Центр обслуговування абонентів life:) в Івано-Франківську (2008)

- life:) розпочав співпрацю з розробником програмного забезпечення — компанією Microsoft — для надання унікальної на ринку послуги «Віртуальний офіс»[12].
- Вперше на українському ринку life:) представив послугу «Натискай та говори» (Push To Talk)[12].
- 27 серпня life:) офіційно приєднався до глобальної ініціативи — Глобального договору[12].
- У листопаді «business life:)» — бренд для корпоративних абонентів life:) — запустив інноваційну для українського ринку послугу «Мобільна бізнес-пошта» (Push e-mail)[12].

### 2008
- life:) запустив спеціальний номер для підтримки жертв стихійного лиха в західних регіонах України[12].
- Перераховано благодійні кошти на мобільні рахунки абонентів, які перебували в роумінгу в Китаї під час сильного землетрусу, щоб вони могли тримати зв'язок зі своїми сім'ями в Україні або отримати негайну допомогу[12].
- Оператор life:) почав співробітництво з провідним світовим розробником програмного забезпечення Adobe Systems для впровадження унікальних рішень з обслуговування абонентів.
- life:) залучив до співпраці на умовах аутсорсингу компанію Global Bilgi — одного з провідних провайдерів послуг call-центру, для обслуговування абонентів life:).

### 2009
- life :) розпочав співпрацю з компанією Huawei — світовим виробником телекомунікаційного обладнання — з метою подальшого розвитку мережі оператора[12].
- life:) і компанія Tellabs почали спільну роботу над забезпеченням наступного покоління мережевого обладнання — SDN[12].
- life:) оголосив про запуск програми для студентів «Стрибок у життя», учасники якої проходять стажування в life:), а також отримують шанс почати кар'єру в компанії[12].
- Оператор випустив мобільний додаток для смартфонів «Мій life:)» для самостійного управління рахунком[12]
- life :) запустив корпоративний блог[12].

### 2010
- У січні life:) запустив послугу «life:) Позика», що дозволяє користуватися мобільним зв'язком, навіть якщо на рахунку нуль[12].
- Покриття EDGE у мережі life:) досягло 100 %[12].
- У березні з'явилася послуга «Деталізований рахунок» в електронному вигляді: контрактні абоненти life:) можуть отримувати електронні версії деталізованих рахунків на постійній основі в режимі реального часу[12].
- У червні почав працювати «Портал повідомлень» для створення і відправки SMS та MMS через Інтернет[12].
- life:) першим в Україні запустив можливість безкоштовних повідомлень у вигляді SMS про всі оновлення користувачів «ВКонтакте»[12].
- Абоненти life:) отримали вільний доступ зі своїх мобільних телефонів до соціальних мереж Facebook і «ВКонтакте»[12].
- У серпні life:) запустив альтернативний канал обслуговування абонентів — онлайн-чат з call-центром оператора[12].
- life:) першим серед мобільних операторів країн СНД запропонував своїм абонентам, які є користувачами Facebook і ВКонтакте, управляти оновленнями на своїх сторінках просто з мобільного телефону[12].
- life:) першим серед українських операторів мобільного зв'язку запустив SMS-інтеграцію з Twitter[12].

### 2011
- У січні life:) запустив вебпортал «МелоРінг», на якому абоненти можуть прослуховувати і замовляти мелодії, а також керувати ними[12].
- life:) першим серед мобільних операторів України надав безкоштовний доступ до сервісу ICQ у послузі «Вільний доступ»[12].
- У червні life:) запустив послугу «Інтернет у роумінгу», знизивши вартість 1 МБ в роумінгу в 100 разів, у порівнянні зі стандартними тарифами[12].
- У жовтні стартувала нова комунікаційна платформа оператора — Світ спілкування[12].

### 2012
- life:) спільно з Portmone запустив послугу «Плати мобільно» для поповнення будь-якого номера life:) платіжною карткою Visa або MasterCard за допомогою мобільного телефону[12].
- У червні оператор life:) підтримав проект КМДА Kyiv Free Wi-Fi, щодо забезпечення постійного безкоштовного доступу до мережі Wi-Fi в громадських місцях[12].
- life:) став першим оператором на українському ринку, який почав впроваджувати подвійний стандарт SIM-карти (SIM і microSIM) у всіх своїх стартових пакетах[12].
- life:) представив каталог додатків для смартфонів — life:) Apps[12].

### 2014
- life:) підтримав ініціативу запуску спеціального номера 565 для підтримки ЗСУ та НГУ в ході російської інтервенції в Україну.
- У вересні life:) виконав успішну модернізацію білінгової системи. В результаті проведених робіт були розширені функціональні можливості білінгу та збільшена продуктивність системи з урахуванням потреб нових стандартів зв'язку[12].
- У грудні life:) вперше в Україні запропонував своїм користувачам нову послугу «Заміна SIM-карти поштою». Абонентам, які з певних причин не можуть особисто звернутися в центр обслуговування оператора, нову SIM-карту висилають поштою[12].
- life:) отримав новий код мобільної мережі — 73, який дозволив оператору запропонувати більший вибір персональних номерів новим абонентам[12].

### 2015
- 24 лютого life:) оголосив про перемогу в тендері на 3G-ліцензію. Компанія цілеспрямовано боролася за найперспективніший і сприятливий для інвестування лот № 1, який дає право використовувати частоти в смугах 1920—1935 і 2110—2125 МГц, і перемогла, виставивши за нього найбільшу ціну в 3,36 млрд грн[12]. За умовами тендеру оператор зобов'язується протягом 18 місяців після проведення конкурсу запустити мережу третього покоління на території всіх обласних центрів України, а протягом 6 років — на території всіх районних центрів і всіх населених пунктів з населенням понад 10 тис. осіб.
- 19 травня life:) запустив у комерційну експлуатацію 3G-мережу у Львові. Львів став першим містом в Україні, у якому оператор запустив 3G-мережу[14].
- 05 червня life:) оголосив про офіційний запуск 3G+ мережі в Україні в комерційному, а також в тестовому режимі. З цього дня мережа 3G+ стала доступною в багатьох містах України[12] (у тому числі і у Києві).
- 19 червня life:) визнаний компанією Ookla, як оператор з найвищою швидкістю завантаження даних у двох великих містах України: у Києві та Львові, де на цей момент вже працювала комерційна мережа 3G+ від life:). Світовий лідер в області тестування широкосмугового інтернету, компанія Ookla, в червні 2015 відзначила оператора як лідера в системі Global Net Index для телекомунікаційних компаній[12].
- 26 червня турецька компанія Turkcell підписала договір про викуп в української групи СКМ 44,96 % частки в Euroasia Telecommunications Holding BV (Нідерланди), якому належить 100 % ТОВ «Астеліт». Таким чином Turkcell став єдиним власником оператора life:)[15][16].
- 1 липня call-центр life:) визнаний кращим серед мобільних операторів за результатами дослідження оцінки якості обслуговування інформаційних ліній телеком-компаній Української Асоціації Директ-маркетингу (УАДМ). life:) вийшов на перше місце серед конкурентів за рівнем обслуговування з високою оцінкою 90-95 %[12].
- 15 вересня новим CEO Астеліту став Бурак Ерсой, до цього він займав позицію старшого віце-президента з роздрібної торгівлі та збуту в компанії Turkcell[17].
- life:) запустив власний платіжний сервіс oplata.life.ua[12]
- Проникнення пристроїв з підтримкою 3G у мережі life:) виросло до 43,8 %, загальне проникнення смартфонів становило 45 %[12].
- life:) отримав Гран-прі Effie Awards за комунікацію 3G+ запуску в Україні[12].
- life:) і НТУУ «КПІ» підписав Меморандум про співпрацю, у рамках якого планується створення сучасної телеком-лабораторії в Інституті телекомунікаційних систем НТУУ «КПІ»[12].

### 2016
- Оператор life:) став lifecell. Новий бренд lifecell співзвучний з брендом компанії Turkcell — великого міжнародного інвестора, якому належить 100 % акцій українського оператора[12].
- 2 лютого юридична назва оператора була змінена з ТОВ «Астеліт» на ТОВ «Лайфселл»[9].
- Компанія запровадила нову концепцію обслуговування та підходи у формування позитивного, клієнтського досвіду. Здійснено ребрендинг центрів обслуговування, магазинів і точок продажу компанії по всій Україні[12].
- 19 травня, через рік після початку розгортання 3G-мережі lifecell, вона покривала 617 міст і населених пунктів України. Кількість абонентів-користувачів зв'язку нового покоління сягнула 2,3 мільйони[18].
- У жовтні 2016 року компанія запустила власний інтернет магазин shop.lifecell.ua. У ньому кожний відвідувач може ознайомитися з характеристиками представлених моделей смартфонів і мобільних гаджетів і лише декількома кліками вибрати девайс, що сподобався, у власне користування[12].
- У листопаді компанія представила інноваційний сервіс самообслуговування «Віртуальний помічник» — унікальний сервіс самообслуговування для абонентів lifecell, який поєднує функціонал меню голосової підтримки та особистого кабінету і є унікальною можливістю для абонентів в одному каналі отримати увесь перелік послуг (отримувати інформацію про свій номер і тарифний план, підключати і відключати додаткові сервіси, поповнювати рахунок та інше). «Віртуальний помічник» є незамінним для людей з вадами слуху, які не можуть отримувати голосові консультації фахівців[12].
- Створено канал підтримки абонентів у додатку ВіР — вебчат зі спеціалістами служби підтримки. Послуга актуальна для користувачів, які подорожують за кордон, та є незамінною для людей з вадами слуху[12].
- У рамках програми «lifecell університети» оператор відкрив першу технічну лабораторію «lifecell lab» у Національному технічному університеті України «Київському політехнічному інституті імені Ігоря Сікорського»[12].
- У листопаді 2016 року lifecell став Технологічним спонсором української збірної з футболу, підписавши Меморандум про співробітництво з Громадською спілкою «Федерація футболу України» (ФФУ)[12].
- У 2016 році оператор продовжив стрімке розгортання 3G+ мережі, ставши лідером географічного покриття в Україні за кількістю охоплених міст і населених пунктів, в яких українці отримали доступ до високошвидкісного 3G+ мобільного інтернету. Разом зі зростаючим лідерством lifecell у проникненні смартфонів, яке на кінець четвертого кварталу 2016 досягло 57 %, зросла й кількість наших 3G+ користувачів, що становить 3,3 мільйони абонентів[12].

### 2017
- У лютому світовий лідер в області тестування мобільного та широкосмугового інтернету, компанія Ookla, відзначила 3G+ мережу оператора lifecell як найшвидшу серед українських мобільних операторів. lifecell отримав нагороду OOKLA SPEEDTEST AWARD[12].
- У червні сервіс «Віртуальний помічник» здобув золоту нагороду на всесвітньому конкурсі Top Ranking Performers 2017 у Лондоні. Діджитал-оператор lifecell став першою компанією в історії українського бізнесу, що отримала визнання на такому високому світовому рівні[12].
- У 2017 році було створено систему масового оповіщення «ENS», — унікальний для українського ринку, інструмент інформування визначеної бази отримувачів за допомогою голосових повідомлень, SMS та електронних листів. Система надає можливість корпоративним клієнтам lifecell одночасно оперативно інформувати велику кількість співробітників про існуючу або потенційну надзвичайну подію[12].
- У вересні оператор передав «ENS» Департаменту кіберполіції Національної поліції України у безстрокове безоплатне користування. За допомогою цього засобу кіберполіція має можливість негайно інформувати учасників телеком-індустрії про кіберзагрози та координувати спільні дії в умовах кібератак[12].
- У грудні lifecell відкрив навчальну телеком-лабораторію в Національному університеті «Львівська політехніка». Це друга навчальна лабораторія в рамках проекту «lifecell університети», яка надає студентам можливість на практиці ознайомитися з роботою телеком-оператора та підготуватись до роботи в одній із найперспективніших галузей[12].
- У 2017 році компанія залишається лідером з географічного 3G покриття — 3G мережу lifecell було розширено до 7 тис. населених пунктів країни[12].
- У 2017 спостерігалося стрімке зростання частки смартфонів в мережі lifecell до 68 % (найвищий показник на ринку), зростання 3G дата-трафіку на 88 % порівняно з 2016 роком та збільшення кількості 3G-абонентів до 3,8 млн[12].

### 2018
- lifecell став офіційним цифровим партнером Національного паралімпійського комітету та забезпечив зв'язок під час XII зимової Паралімпіади-2018 у південнокорейському місті Пхьончхан[12].
- 31 січня оператор lifecell став учасником тендеру на 4G і придбав 2*15 МГц у діапазоні 2600 МГц для розвитку власної мережі 4G. За результатами проведених торгів компанія lifecell здобула перемогу та сплатила до державної скарбниці за два педений до складу Національної інвестиційної ради України[12].
- 9 лютого голова правління Turkcell Ахмет Акча був ввS-благодійності в Україні. Оператор надав благодійним організаціям 11 коротких номерів для збору благодійних внесків за допомогою SMS. Компанія в повному обсязі взяла на себе витрати, пов'язані з обслуговуванням коротких номерів та обробкою благодійних SMS-повідомлень незалежно від їхньої кількості[12].
- 6 березня компанія lifecell стала учасником другого тендеру та придбала перший лот 2*15 МГц у діапазоні 1800 мГц для розвитку мережі 4.5G. За результатами відкритих торгів компанія сплатила до державного бюджету 795 млн грн, що разом із сумою сплати за право користування частотами в діапазоні 2600 МГц становило 1,7 млрд грн[12].
- За результатами двох тендерів (частоти у діапазоні 2600 і 1800 МГц) оператор lifecell отримав найбільшу кількість спектру в перерахунку на одного абонента для забезпечення якісного і доступного зв'язку четвертого покоління по всій території України[12].
- 30 березня lifecell першим запустив швидкісний зв'язок 4.5G у багатьох обласних центрах України[12].
- 1 червня lifecell анонсував послугу SMерші лоти 909,25 млн грн[12]. Наступний (на частоти в діапазоні 1800 МГц) запланований на 6 березня 2018 року[19].
- 1 липня lifecell запустив 4.5G у діапазоні 1800 МГц одночасно в 232 населених пунктах України[12].
- 24 липня діджитал-оператор lifecell та оператор мережі Інтернету речей IoT Ukraine розпочали побудову першого сегмента Національної мережі Інтернету речей[12].
- 2 серпня lifecell долучився до SMS-благодійності. Користувачі діджитал-оператора отримали можливість «в один клік» допомагати тим, хто цього потребує. Долучитися до збору коштів для благодійних проєктів могли всі абоненти передплаченого зв'язку, відправляючи SMS-повідомлення на спеціальні короткі номери благодійних організацій[12].
- 11 вересня компанія lifecell стала офіційним партнером всеукраїнського концертного туру гурту KAZKA. Тур охопив 15 міст України[12].
- Діджитал-оператор lifecell став партнером 15-ї щорічної зустрічі Ялтинської Європейської Стратегії, яка відбувалася в Києві з 13 по 15 вересня 2018 року. Уже вдруге lifecell підтримав цю подію, що зібрала в Києві понад 600 учасників із 28 країн[12].
- 7 вересня Львівська міська рада та lifecell підписали Меморандум про співпрацю, який визначив три пріоритетні напрямки співробітництва: «розумне» місто, безпечне місто й освітні інновації[12].
- 28 вересня lifecell став партнером Навчально-інформаційного комп'ютерного центру Українського товариства сліпих і допоміг організувати спеціалізовані курси з користування сенсорним смартфоном для людей з інвалідністю по зору. Навчання було покликане допомогти людям із вадами зору соціалізуватися й опанувати нові можливості завдяки сучасним технологіям і цифровим послугам[12].
- 8 жовтня дочірня компанія lifecell — фінансова компанія «ПЕЙСЕЛЛ» отримала ліцензію НБУ на переказ коштів у національній валюті без відкриття рахунків і набула статусу оператора послуг платіжної інфраструктури[12].
- lifecell першим серед операторів мобільного зв'язку в Україні анонсував запуск системи онлайн-ідентифікації своїх абонентів, які є клієнтами ПриватБанку та банків-партнерів, за допомогою BankID від ПриватБанку[12].
- 7 грудня діджитал-оператор lifecell у партнерстві з міжнародною аутсорсинговою компанією Global Bilgi відкрив філію контакт-центру в Нікополі, створивши для населення нові можливості працевлаштування. Компанії підписали Меморандум про співпрацю з Нікопольською міською радою в рамках розвитку міста[12].

### 2019
- 8 січня lifecell першим в Україні розпочав розгортання робочої мережі NB-IoT для «розумних» пристроїв розробки ПАТ «Київгаз», яка дозволить дистанційно фіксувати показання газових лічильників, відстежувати стабільність подачі газу та вчасно попереджати ймовірні витоки газу[12].
- 22 січня lifecell підтвердив статус офіційного партнера компанії Google в Україні для продажу Google G Suite for Business ― низки хмарних сервісів для продуктивної роботи бізнесу. Серед переваг для клієнтів оператора: оформлення договорів згідно з українським законодавством, збереження даних у надійних дата-центрах Google, особиста цілодобова експертна підтримка клієнтів по всій Україні тощо[12].
- Ахмет Акча, голова правління Turkcell (материнської компанії lifecell), взяв участь у другому засіданні Національної інвестиційної ради, яке відбулося 23 січня в Давосі в рамках Всесвітнього економічного форуму (WEF)[12].
- 5 березня lifecell запровадив у Львові сплату за проїзд в електротранспорті за допомогою SMS[12].
- 3 квітня lifecell запровадив у Івано-Франківську сплату за проїзд у міському транспорті за допомогою SMS[12].
- 16 квітня lifecell та оператор мережі Інтернету речей IoT Ukraine майже за 9 місяців побудували мережу Інтернету речей в трьох українських містах ― Києві, Львові та Кропивницькому[12].
- 18 квітня lifecell почав тестування технології Massive MIMO 32x32, яка є основою для стандарту 5G та дозволяє значно збільшити ємність мережі LTE. Майданчиком для тестування став Львів[12].
- 1 травня було запущено послугу перенесення абонентських номерів для користувачів мобільного зв'язку в Україні ― MNP (Mobile Number Portability)[12].
- 14 травня lifecell запровадив у Житомирі сплату за проїзд у міському транспорті за допомогою SMS[12].
- 23 травня Ericsson Україна та lifecell продемонстрували швидкість 25,6 Гбіт/с під час тестування 5G у рамках шведсько-українського бізнес-форуму-2019 у Києві[12].
- 10 червня lifecell став першим в Україні мобільним оператором, який запропонував своїм абонентам кешбек за оплату пакетів послуг мобільного Інтернету в роумінгу[12].
- 20 червня Харківська міська рада та lifecell підписали Меморандум про співпрацю щодо розвитку проєктів «розумного» міста[12].
- Починаючи з 22 серпня 2019 року, корпоративні абоненти оператора lifecell можуть користуватися послугою Mobile ID. Це дозволяє швидко та безпечно здійснювати віддалену ідентифікацію, отримувати доступ до електронних послуг і підписувати документи онлайн[12].
- 29 жовтня в рамках форуму «RE: think. Invest in Ukraine» в Маріуполі представники Київстар, Vodafone, lifecell та Інтертелеком підписали Меморандум про покриття всієї території України якісним мобільним зв'язком та мобільним інтернетом[12].
- 6 листопада lifecell запровадив у Вінниці сплату за проїзд у міському транспорті за допомогою SMS[12].
- 8 листопада діджитал-оператор lifecell анонсував запуск eSIM, що підтримується сучасними моделями девайсів Apple та Google Pixel[12].
- 13 листопада Дніпропетровська ОДА та lifecell підписали Меморандум про співпрацю у напрямку діджиталізації регіону[12].
- 4 грудня Черкаська ОДА та lifecell підписали Декларативну угоду про співпрацю[12].
- 10 грудня діджитал-оператор lifecell запустив послугу «Віртуальний номер BiP», що дозволяє придбати український номер у будь-якому куточку світу та користуватися за ним «домашніми» тарифами України[12].
- 28 грудня lifecell запустив швидкісний мобільний інтернет у Дніпровському метро[12].
- 28 грудня lifecell підписав Меморандум про співпрацю з представниками українського студентства для вдосконалення та поглиблення співробітництва[12].

### 2020
- 3 лютого lifecell забезпечив безкоштовний бездротовий доступ до Інтернету для всіх пасажирів під час поїздок на автобусах Gunsel Group Україною[12].
- З 12 лютого електронний сервіс «Дія», який відкриває доступ до цифрових державних послуг, не тарифікується для абонентів lifecell[12].
- Наприкінці лютого lifecell та Міністерство закордонних справ України підписали Меморандум про співробітництво з метою інформування абонентів щодо проєкту добровільної реєстрації українських громадян, які подорожують за кордон[12].
- З 5 березня три мобільні оператори почали надавати послуги 4G зв'язку на станції «Академмістечко» Київського метрополітену. Це перша станція столичної «підземки», де з'явився швидкісний мобільний інтернет[12].
- З 16 березня lifecell скасував тарифікацію дзвінків на номери МОЗ, Центру громадського здоров'я, МЗС України, Урядового контактного центру і НСЗУ, а також на номер вебресурсу «ДРУГ»[12].
- З 23 березня абоненти lifecell можуть долучитися до благодійного проєкту «Захистимо Україну від COVID-19»[12].
- 3 23 березня lifecell почав безкоштовно нараховувати 20 ГБ інтернету та 1500 хвилин для дзвінків на міські та мобільні номери по Україні медичним працівникам, які є абонентами lifecell[12].
- 25 березня lifecell запропонував українцям, що перебувають за кордоном, послугу «Екстрений віртуальний номер BiP». Цей функціонал месенджеру ВіР дозволяє абонентам, які наразі можуть перебувати за межами країни, приймати та здійснювати дзвінки власне з українським номером, але без фізичної SIM-картки. Для цього їм потрібні: Інтернет (мобільний чи Wi-Fi), встановлений месенджер BiP та активований український віртуальний номер[12].
- 1 квітня lifecell на період карантину запроваджує низку пільгових умов щодо користування своїми сервісами, які дозволяють бізнесу максимально комфортно перейти до онлайн-режиму[12].

### 2023
До кінця 2023 року «lifecell» належала компанії Euroasia Telecommunications Holding BV (Нідерланди), якою в свою чергу володів турецький оператор Turkcell. Наприкінці року турецький оператор Turkcell оголосив, що передає свої активи у трьох українських компаніях lifecell, Global Bilgi та Ukrtower — французькій інвесткомпанії NJJ Capital. Договір між компаніями було підписано 29 грудня. Передача активів ще не завершилася і сторони перебувають у переговорах щодо вартості угоди та її умов. За оцінками BloombergHT, ці активи будуть продані за відповідні суми, в т.ч. lifecell - 12,7 млрд грн ($334 млн).
29 грудня Turkcell оголосила про продаж Lifecell французькій інвестиційній компанії NJJ Capital, власником якої є мільярдер Ксав'є Ньєлю. Того ж дня, Антимонопольний комітет України (АМКУ) отримав заявку про надання дозволу компанії NJJ Capital на опосередковане придбання понад 50 % у статутному капіталі ТОВ «Лайфселл» та ТОВ «Укртауер».

### 2024
12 січня АМКУ повернув NJJ Capital заяви на придбання часток у ТОВ «Лайфселл» та ТОВ «Укртауер» через невідповідність документів вимогам відомства.
25 липня АМКУ дозволив придбання lifecell компанією NJJ Capital, а 9 вересня придбання було завершено.
В грудні оператор мобільного зв'язку lifecell, першим в Україні, запровадив для своїх абонентів на VoWiFi (Voice over Wi-Fi), що дозволяє здійснювати дзвінки через Wi-Fi.

## Власники
Станом на вересень 2024 року, lifecell належить французькій компанії NJJ Capital. Мажоритарним власником об’єднаної компанії з часткою 85% є Ньєль. Ще 10% належить українсько-американському фондові Horizon Capital. Очолить новий холдинг поточний керівник «Датагруп-Volia» Михайло Шелемба, який матиме у ньому 5%.

## Статистика

### Частка смартфонів та кількість активних користувачів 3G/4G
На кінець 2014 року частка смартфонів в мережі life становила 36 %, на кінець жовтня 2015 року частка смартфонів у мережі Life зросла до 45 %, а на кінець 2017 року — до 68 %.
Кількість активних користувачів 3G в мережі lifecell станом на кінець 2017 року сягала понад 3,8 мільйони.

### Активна абонентська база та ARPU
Активна 3-місячна абонентська база (Активні абоненти — ті, хто за останні три місяці здійснив операцію, яка принесла дохід компанії) за 2015 рік збільшилася на 2,9 % до 10,6 млн, при цьому середньомісячний ARPU (показник доходу на одного абонента) виріс на 2,9 % — до 35,5 грн. На кінець 2016 року активна 3-місячна абонентська база оператора зменшилася на 13,2 % до 9,2 млн користувачів порівняно з 2015 роком, при цьому середньомісячний показник ARPU збільшився на 14,4 % до 40,6 грн. На кінець 2017 року активна 3-місячна абонентська база зменшилась на 13 % — до 8 мільйонів користувачів порівняно з 2016 роком, при цьому показник середньомісячний ARPU виріс на 17,5 % і становив 47,7 грн.

### Виторг, чистий прибуток та капітальні інвестиції
Виторг оператора в 2015 році збільшився на 10,5 % у порівнянні з 2014 роком, до 4,476 млрд грн. У 2016 році виторг lifecell збільшився на 8,1 % у порівнянні з 2015 роком, до 4,84 млрд грн. У 2017 році виторг lifecell збільшився на 0,8 % у порівнянні з 2016 роком, до 4,88 млрд грн.
Протягом попередніх років lifecell була нерентабельною компанією. Зокрема, чистий збиток за 2014 рік становив 5,593 млрд грн, а чистий збиток за 2015 рік становив 4,438 млрд грн. 2016 рік lifecell закінчив із чистим прибутком у 0,9283 млрд грн У 2017 компанія знову отримала збитки, зокрема чистий збиток за 2017 рік становив 0,5036 мільярда гривень.
Капітальні інвестиції у 2015 році виросли у більш ніж 8 разів до 5,959 млрд грн. Капітальні інвестиції у 2016 році знизилися на 62,1 %, до 2,26 млрд грн. Капітальні інвестиції у 2017 знизилися на 41 % — до 1,33 млрд грн.

## Lifecell та судові процеси

### НКЕК проти Lifecell
З січня 2023 року Нацкомісія, що здійснює державне регулювання у сферах електронних комунікацій, радіочастотного спектра та надання послуг поштового зв'язку (НКЕК) у рамках функцій нагляду, у низці областей України було розпочато перевірки операторів щодо виконання вимог відповідних розпоряджень НЦУ (від 29.11.2023 № 696 та від 27.12.2022 № 775), виданих на виконання вимог Рішення РНБО України, введеного в дію Указом Президента України від 26.11.2022 № 802/2022 «Про забезпечення електронними комунікаційними послугами в умовах воєнного стану». Перевірки стосувалися стану готовності мереж операторів до безперебійного надання послуг мобільного зв'язку у разі можливих блекаутів.
За результатами перевірки, НКЕК прийнято рішення від 13.03.2024 № 127 про застосування адміністративно-господарських санкцій до ТОВ «Лайфселл» у вигляді штрафу у розмірі 0,1 % доходу, отриманого за надання відповідних електронних комунікаційних послуг за останній звітний рік, що передував року, в якому накладається штраф, що складає 10,45 млн грн (десять мільйонів чотириста п'ятдесят тисяч п'ятсот одинадцять гривень 70 копійок).

### Lifecell проти Vodafone
Наприкінці січня 2024 року, оператор мобільного зв'язку lifecell подав до Господарського суду міста Києва позов на Vodafone через послугу «Збереження номера». У lifecell вважають, що ця послуга суперечить чинному законодавству України. Господарський суд міста Києва прийняв позов і відкрив провадження у справі, призначивши підготовче засідання на 5 лютого поточного року. У позовній заяві lifecell стверджує, що послуга «Збереження номера» не дозволяє абонентам Vodafone перейти до іншого оператора зі збереженням номера. Це порушує право абонентів на вільний вибір оператора послуг зв'язку. Крім того, lifecell вважає, що послуга «Збереження номера» порушує його право на надання електронних комунікаційних послуг та право на отримання прибутку. У зв'язку з цим lifecell просить суд зобов'язати Vodafone припинити надання послуги «Збереження номера».

### Уряд проти Turkcell
На початку жовтня 2023 року, за повідомленням пресслужби СБУ, Шевченківський районний суд міста Києва наклав арешт на всі корпоративні права в Україні, що належали підсанкційним російським бізнесменам Михайлу Фрідману, Петру Авену та Андрію Косогову. Серед заблокованих активів — фінансові та страхові компанії, підприємства мобільного зв'язку й сфери ІТ, в тому числі lifecell.
16 квітня 2024 року, за повідомленням Forbes, Київський апеляційний суд задовольнив апеляційну скаргу Turkcell щодо зняття арешту з 19,8 % корпоративних прав lifecell.

### Lifecell проти РФ
Наприкінці 2024 року компанія Lifecell подала позови до українських судів проти Російської Федерації. Lifecell вимагає компенсацію за збитки, спричинені військовою агресією рф, зокрема:
- у Господарському суді Львівської області — у розмірі 3 711 604 грн (еквівалент $97 719) від росії в особі Генеральної прокуратури рф;
- у Господарському суді Рівненської області згідно позову від 18 листопада 2024 року — 221 724 грн[37].